# Gahnit
Gahnit, spinel cynkowy – minerał z gromady tlenków, należy do grupy spineli. Tlenek cynku i glinu o wzorze chemicznym ZnAl2O4. Należy do minerałów rzadkich.
Nazwa pochodzi od nazwiska szwedzkiego chemika Johana Gottlieba Gahna (1745–1818).
Po raz pierwszy wyodrębniony i opisany w 1807 r. z kopalni Falun w Szwecji.

## Występowanie

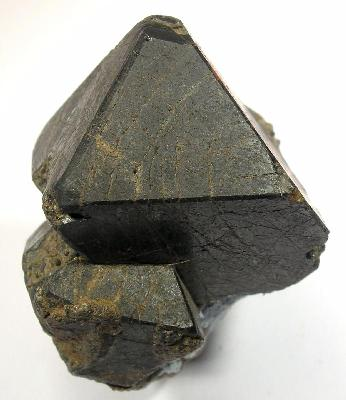
Kryształ gahnitu z Amityville, hrabstwo Orange, USA

Występuje w skałach magmowych i metamorficznych – w granitowych pegmatytach, w kontaktowo zmetamorfizowanych wapieniach i w metasomatycznych żyłach i złożach rud.
Miejsca występowania:
- Na świecie: Broken Hill w Australii, Falun w Szwecji, Charlemont, Spruce Pine, White Picacho, Topsham i Franklin w Stanach Zjednoczonych, Otov, Maršíkov w Czechach, Bodenmais w Niemczech.

- W Polsce: sporadycznie spotykany w łupkach łyszczykowych pasma Starej Kamienicy na Pogórzu Izerskim[1].